# Ageltrude
Ageltrude (más néven Agiltrude) (? – 923. augusztus 27.) német császárnő és Itália királynője volt, mint Spoletói Guido felesége és Spoletói Lambert anyja. Régensként uralkodott fia helyett és bátorította őt, azonban a Karolingok ellenszegültek eredményeinek és a saját érdekeik szerint befolyásolták a pápa választást.
Adelchis beneventói herceg és Adeltrude[forrás?] lányaként született. 875 körül ment feleségül Guidóhoz, aki ekkor már Spoleto és Camerino grófja és hercege volt.
894-ben elkísérte fiát Rómába, hogy Formózusz pápa császárrá koronázza, aki egyébként a Karoling trónigénylőt, Karintiai Arnulfot támogatta. 896-ban Spoletóban rejtőzött el a fiával, amikor Arnulf Rómába vonult, és császárrá koronáztatta magát Lambert ellenében. Arnulfot hamarosan lebénította egy roham, és Formózusz pápa meghalt. Ageltrude gyorsan előállt követeléseivel Rómában, és megválasztatta támogatottját, VI. (VII.) István pápát. Ageltrude és Lambert kérésére Formózusz holttestét kihantolták, bírósági tárgyaláson elítélték, és maradványait a Tiberisbe vetették.
898-ban fia halála után a camerinói Natabene kolostorban, majd Fontana Brocoliban a San Nicomede kolostorban élt.